# Хронология вторжения России на Украину (октябрь 2023)
Эта статья является частью хронологии широкомасштабного вторжения РФ на Украину и описывает события, произошедшие в октябре 2023 года.

## Октябрь

### 1 октября

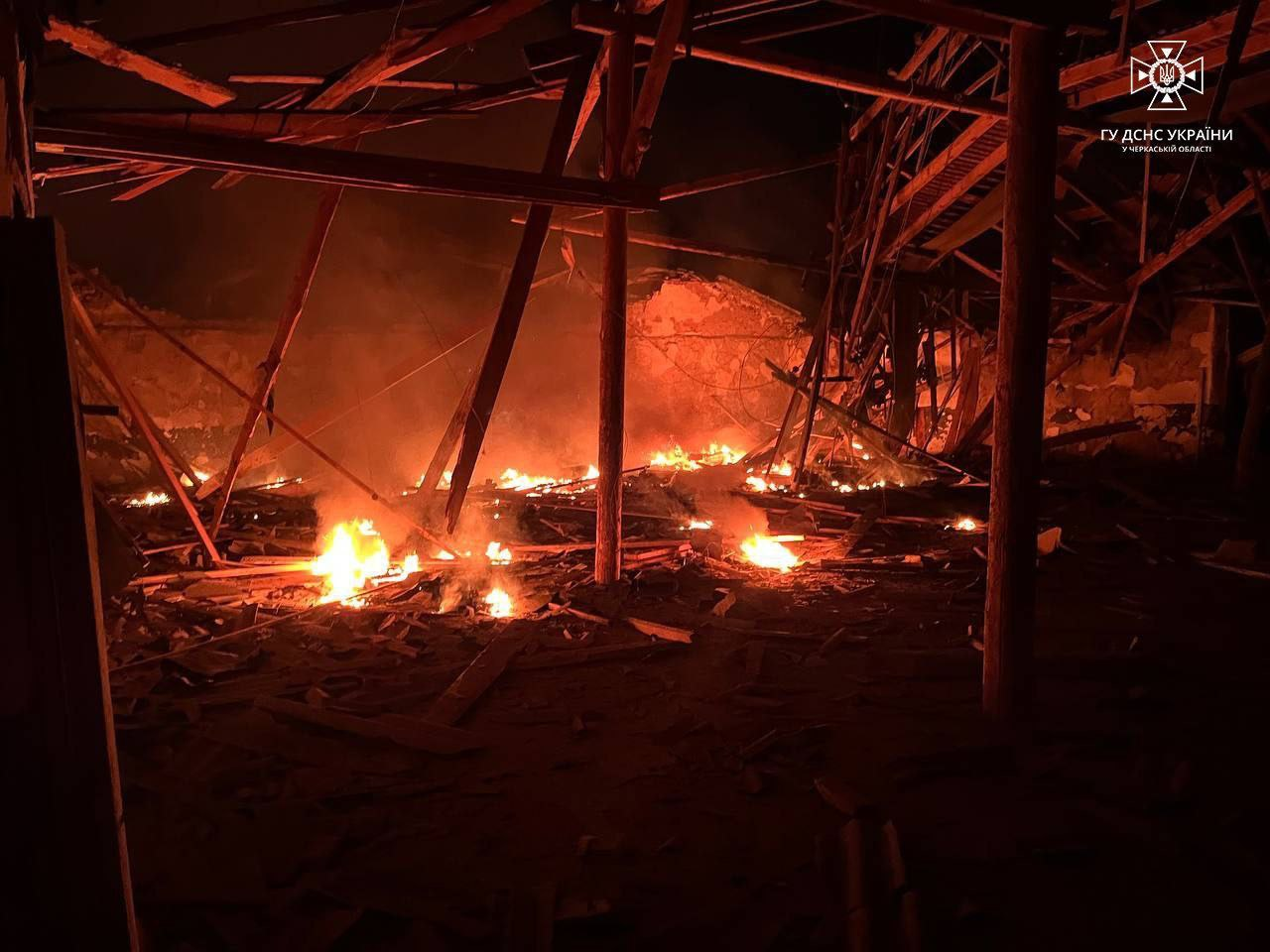
Разрушения в Умани

В ночь на 1 октября российская армия нанесла по Украине очередной удар беспилотниками и ракетами. По данным Воздушных сил ВСУ, были запущены 30 беспилотников, из которых 16 удалось сбить. По данным местных властей, в Днепропетровской области беспилотники поразили гражданскую инфраструктуру в Кривом Роге, в Николаевской области поражён склад сельхозпредприятия в Снигирёвке, в Черкасской области разрушены зернохранилище с семенами подсолнечника и здания бывшей нефтебазы в Умани. В Харькове ракетный удар вызвал пожар на промышленном предприятии.

### 3 октября
Очередной российский удар по Украине беспилотниками и ракетой. По данным Воздушных сил ВСУ, из Крыма были запущены 31 беспилотник «Шахед» и крылатая ракета «Искандер-К». 29 беспилотников и ракету, как сообщается, удалось сбить над Николаевской и Днепропетровской областями. Остальные беспилотники, а также обломки сбитых, вызвали пожары и разрушения на предприятиях в Днепре и Павлограде.

### 4 октября
В Крыму высадилась группа украинских спецназовцев. Украинская разведка заявила о произошедшем бое, ФСБ России — о взятии в плен одного из спецназовцев.
Минобороны РФ заявило, что ночью в Белгородской, Брянской и Курской областях был сбит 31 украинский беспилотник.

### 5 октября

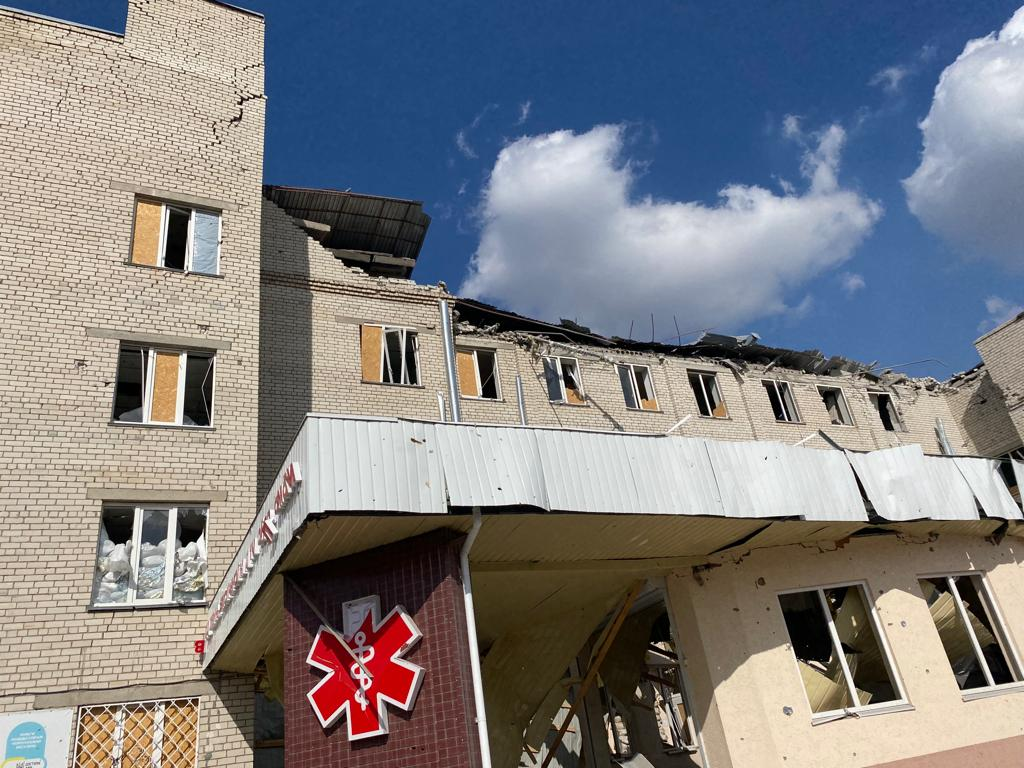
Больница в Бериславе после удара

Очередной российский удар по Украине беспилотниками «Shahed-131/136». По данным Воздушных сил ВСУ, было запущено 29 беспилотников, из которых 24 удалось сбить (в Кировоградской, Николаевской и Одесской областях). Сообщается о взрывах около Кропивницкого (Кировоградская область) и Миргорода (Полтавская область).
По продуктовому магазину и кафе в селе Гроза Харьковской области был нанесён ракетный удар — вероятно, ракетным комплексом «Искандер». В это время в кафе проводили поминки. 59 человек погибли и 5 были ранены. Все они были гражданскими лицами. В Харьковской области 6—8 октября объявлены днями траура.
В Херсоне, по данным местных властей, от российских обстрелов погибли два человека и ранен один. В Бериславе Херсонской области российским обстрелом частично разрушена больница, ранены два сотрудника.
По данным властей Курской области, украинские беспилотники атаковали инфраструктурные объекты в трёх районах, вызвав отключения электроснабжения (согласно телеграм-каналам, в 67 населённых пунктах). Губернатор региона Роман Старовойт сообщил, что город Рыльск, находящийся рядом с границей, был обстрелян со стороны Украины кассетными снарядами. По его словам, в результате удара была ранена женщина, а также найдены неразорвавшиеся боеприпасы.

### 6 октября

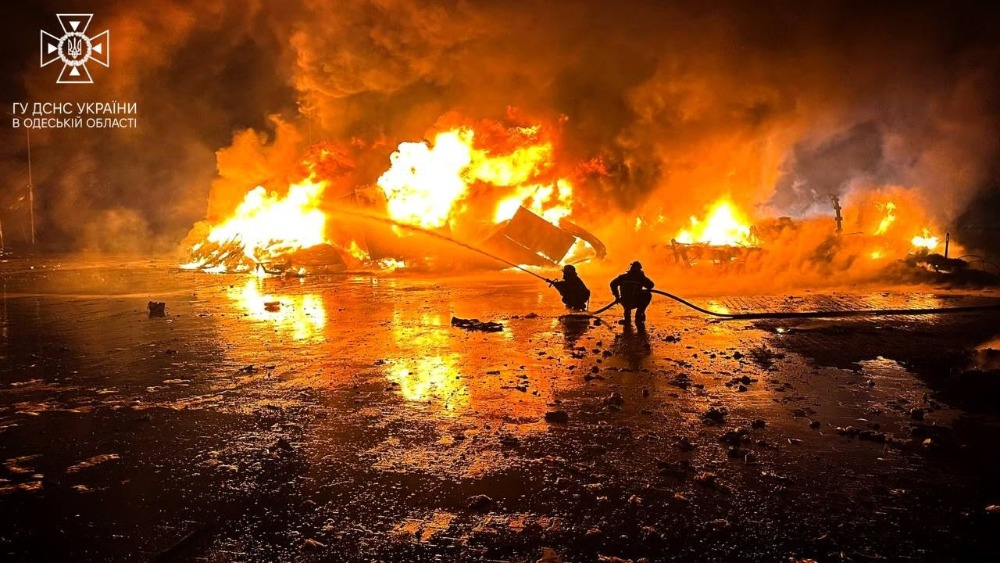
Пожар после удара по Одесской области

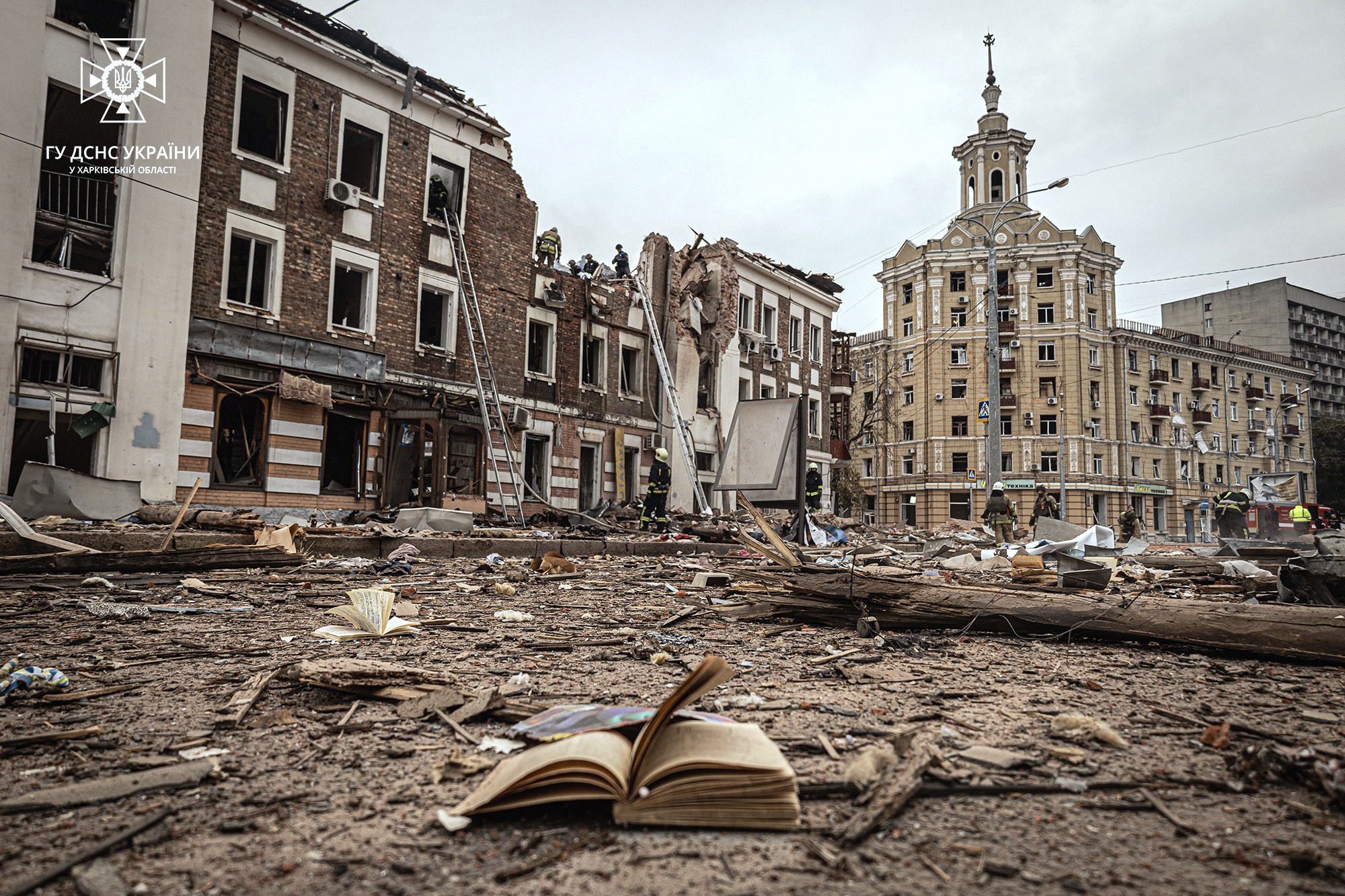
Разрушения в центре Харькова

В ночь на 6 октября российская армия нанесла очередной удар по Украине беспилотниками «Shahed-131/136». По данным Воздушных сил ВСУ, было запущено 33 беспилотника, из которых 25 удалось сбить. Повреждены припортовая и пограничная инфраструктура в Одесской области. Пострадало зернохранилище, загорелись 9 грузовиков, временно остановлена паромная переправа в Орловке.
Той же ночью российские войска нанесли ракетный удар по центру Харькова (по предварительным данным, двумя ракетами «Искандер»). Повреждены два жилых дома и трёхэтажное здание. Погиб 10-летний мальчик и его бабушка, пострадали 30 человек.

### 7 октября
По данным властей Одесской области, российская армия нанесла удар ракетами «Оникс», запущенными из Крыма, по зданию пансионата и зернохранилищу в Одесском районе. Повреждены несколько домов, пострадали 4 человека. По данным местных СМИ, пострадал портовый город Черноморск.
В находящейся под контролем России Новой Каховке (Херсонская область) взорван автомобиль секретаря местного отделения «Единой России» Владимира Малова. Он умер в больнице.

### 10 октября

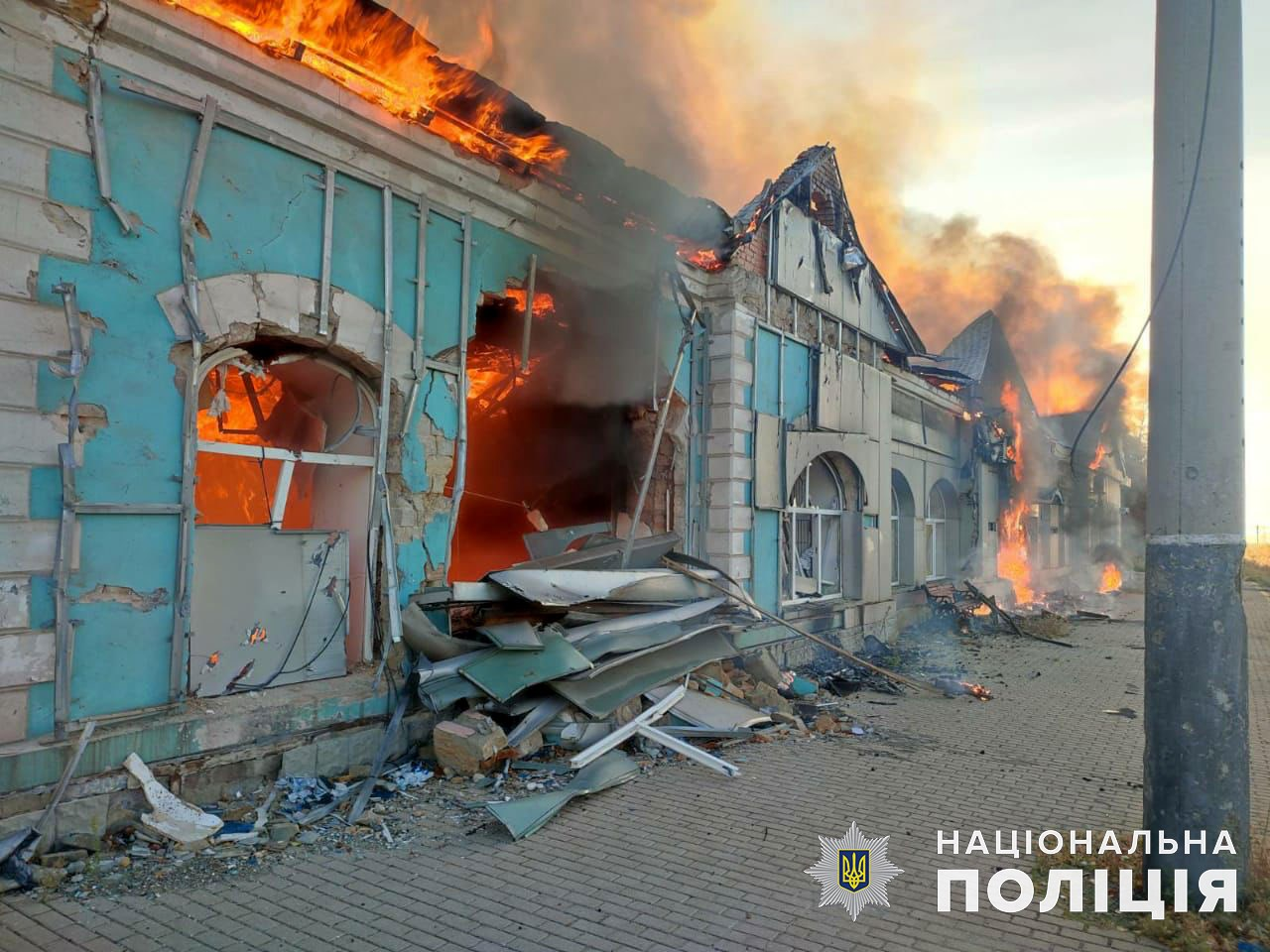
Разрушенный обстрелом вокзал в Очеретино (Донецкая область)

Очередная российская атака Украины ударными беспилотниками. По данным Воздушных сил ВСУ, было запущено 36 беспилотников, из которых 27 удалось сбить. По данным местных властей, повреждены объекты логистической инфраструктуры в Одесской области.
Глава военной администрации Авдеевки Виталий Барабаш заявил о тяжёлых боях, идущих на севере города. Российские телеграм-каналы сообщили о самом массированном артиллерийском обстреле Авдеевки за последние месяцы, захвате частями РФ участка автодороги Е50, их атаке со стороны Красногоровки и подходу к населённому пункту Бердычи. Украинские источники эти данные не подтвердили, но заявили о давлении российских войск с противоположных направлений. Вечером Генштаб Украины сообщил от отражении атак РФ и сохранении рубежей ВСУ.

### 11 октября

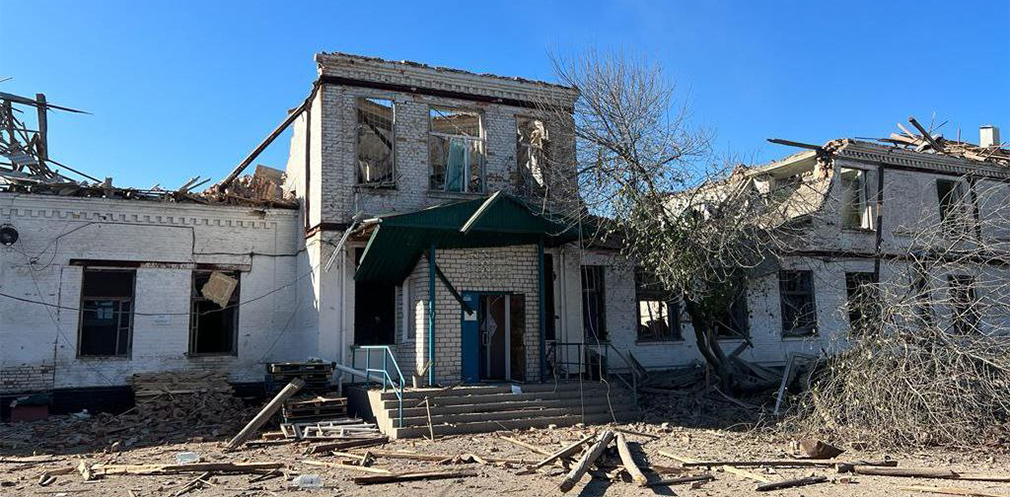
Гимназия в Никополе после обстрела

По сообщениям ВСУ, российская армия нанесла два ракетных и 76 авиационных ударов по территории Украины. Утром Генштаб ВСУ заявил об активном наступлении трёх батальонов российских войск при поддержке танков и бронированных машин в районах Авдеевки, Тоненького, Керамики и Первомайского. Также поступали сообщения об атаках армии РФ в районе Купянска, Марьинки, Пятихаток. По заявлениям украинских военных, за сутки произошло 108 боестолкновений, что превышает их средний уровень за последнее время, но все атаки российских войск были отбиты.
В Никополе (Днепропетровская область) российским обстрелом разрушена гимназия. Погибли 4 человека, ранены 2.

### 12 октября

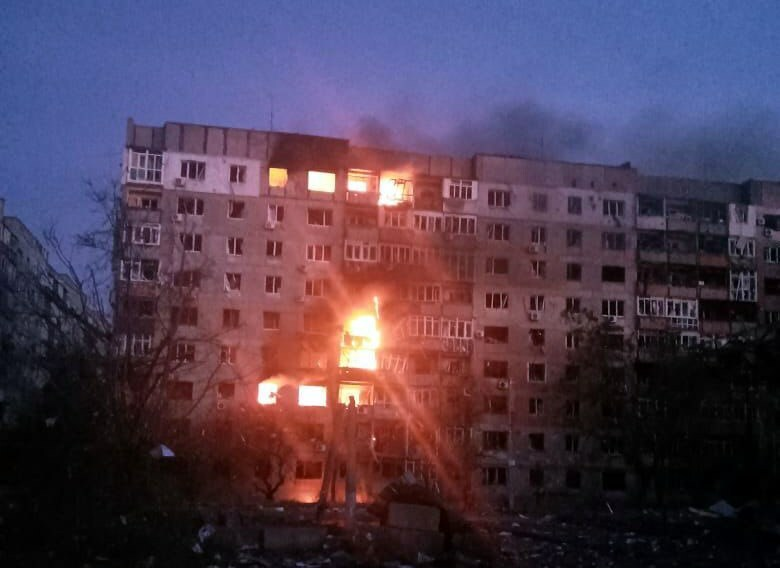
Дом в Авдеевке во время обострившихся боёв за город

Очередная российская атака Украины ударными беспилотниками. По данным Воздушных сил ВСУ, было запущено 33 беспилотника, из которых 28 удалось сбить. По данным местных властей, повреждены портовая инфраструктура и жилые дома в Одесской области, в районе Измаила. Пострадало, среди прочего, зернохранилище. Российскими артиллерийскими обстрелами повреждены жилые дома и учебное заведение в Херсонской области; погиб один человек и пострадали двое.
Под Белгородом на частный дом упали обломки сбитого беспилотника. По данным областных властей, погибли три человека и пострадали двое. Дмитрий Киселёв заявил, что пострадавшие — журналист афганской редакции Sputnik и его жена, а погибшие — дочь пары и родители жены.
В ходе одного из крупнейших наступлений последних нескольких месяцев Россия начала новые атаки на Авдеевку. По информации украинской стороны, было отражено более 10 российских атак. Снимки с геолокацией, сделанные 10 и 11 октября, свидетельствуют о том, что ВС РФ продвинулись в районе Северного на юго-западе от Авдеевки и в районе Степового и Красногоровки к северо-западу от города.
По информации ВСУ, ночью была пресечена попытка диверсионной группы россиян пересечь границу страны в Сумской области.

### 13 октября

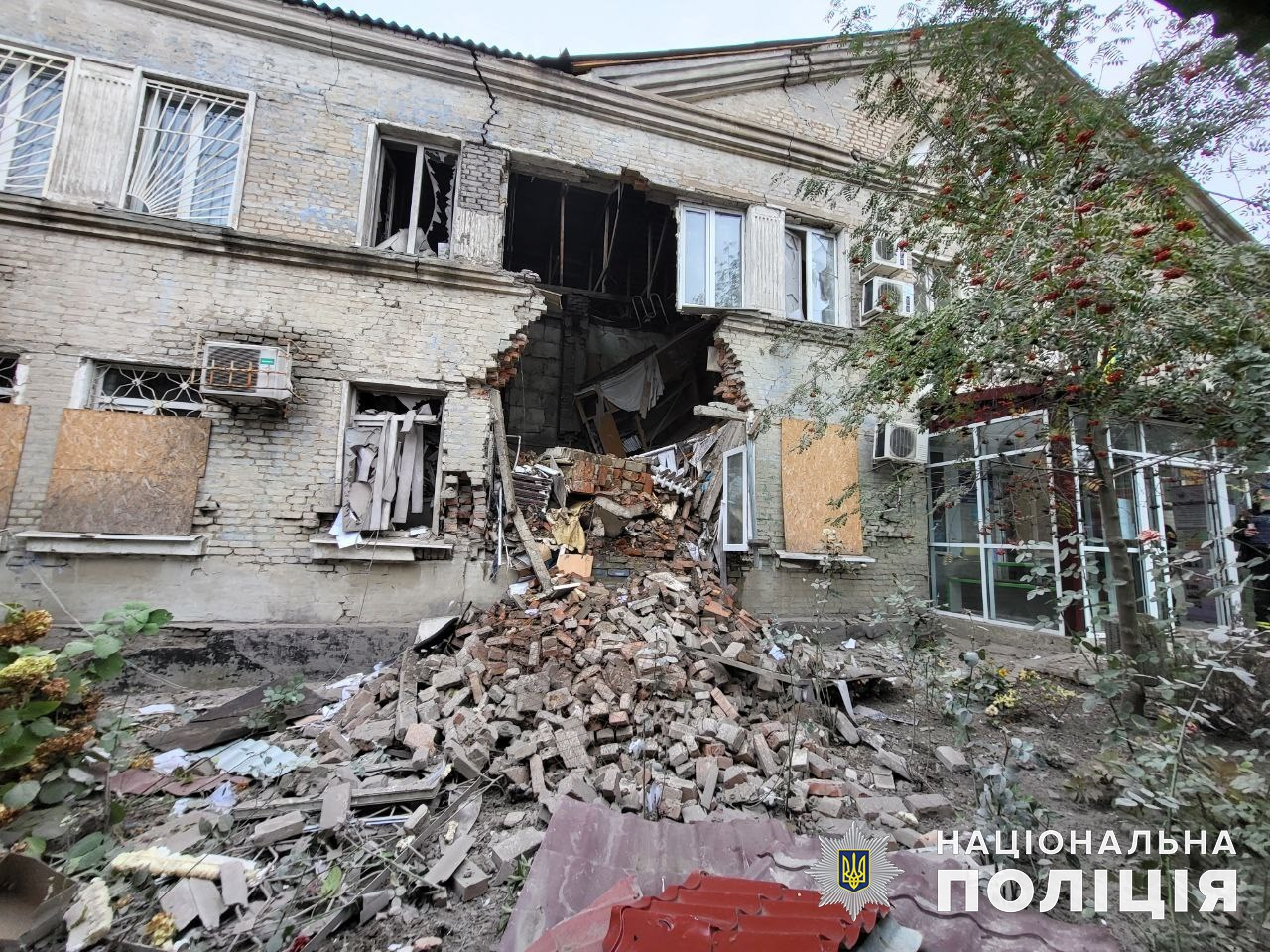
Управление социальной защиты населения в Покровске после удара

Служба безопасности Украины и телеграм-канал «Рыбарь» сообщили о повреждении морскими беспилотниками российского патрульного корабля «Павел Державин» около Севастополя. СБУ заявила также об атаке носителя крылатых ракет «Буян».
Российская армия нанесла ракетный удар по Покровску (Донецкая область). Одна из ракет попала по городскому управлению социальной защиты. По данным прокуратуры, погиб один человек и ранены 23. В Бериславе (Херсонская область) российский беспилотник сбросил взрывчатку на автомобиль местных жителей; один человек погиб и двое ранены.

### 16 октября
ВСУ сообщили о ночной атаке крылатыми ракетами и беспилотниками по территории Украины. ВС РФ запустили одну баллистическую ракету «Искандер М», пять ракет Х-59, а также 12 дронов-камикадзе. ВСУ сбили 2 ракеты Х-59 и 11 дронов. В результате атаки в Полтавской области пострадали 3 человека, включая ребёнка. В Кировоградской области пострадал один человек.

### 17 октября

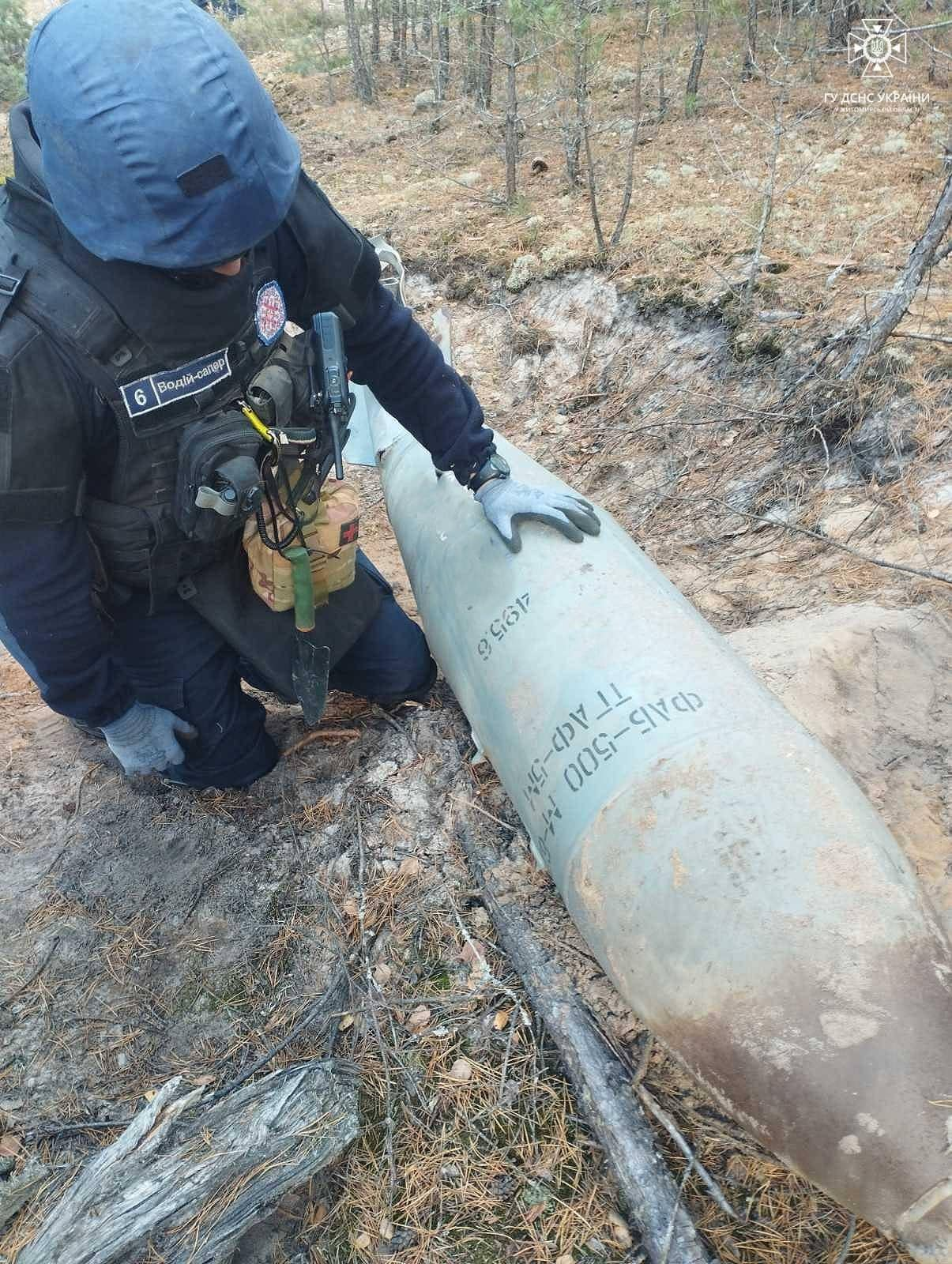
Обезвреживание авиабомбы ФАБ-500 в Житомирской области

ВСУ объявили, что нанесли массированный удар американскими ракетами ATACMS с кассетными боеприпасами по занятым Россией аэродромам в Луганске и Бердянске, уничтожив девять вертолётов, пусковую установку ПВО, спецтехнику и склад боеприпасов, а также поразив десятки человек. На основе спутниковых снимков независимые исследователи предварительно подтвердили 9 уничтоженных вертолётов на аэродроме Бердянска и отметили следы от сгоревшей техники в аэропорту Луганска. Британская разведка 20 октября заявила о вероятном уничтожении 9 вертолётов в Бердянске и 5 в Луганске. Проект Oryx 23 октября пришёл к выводу, что на обоих аэродромах вместе уничтожены 7 вертолётов Ка-52 и 2 Ми-8, а ещё 8 Ка-52 и 7 Ми-8 повреждены (как минимум некоторые из них, вероятно, необратимо).
В ночь на 17 октября, по данным Воздушных сил ВСУ, российская армия нанесла по Украине удар шестью беспилотниками-камикадзе и ракетой Х-59. Все они, как сообщается, были сбиты, но обломки одного из беспилотников упали в яхт-клубе Одессы, разрушив школу парусного спорта и ангар. Повреждены частные катера и яхты.

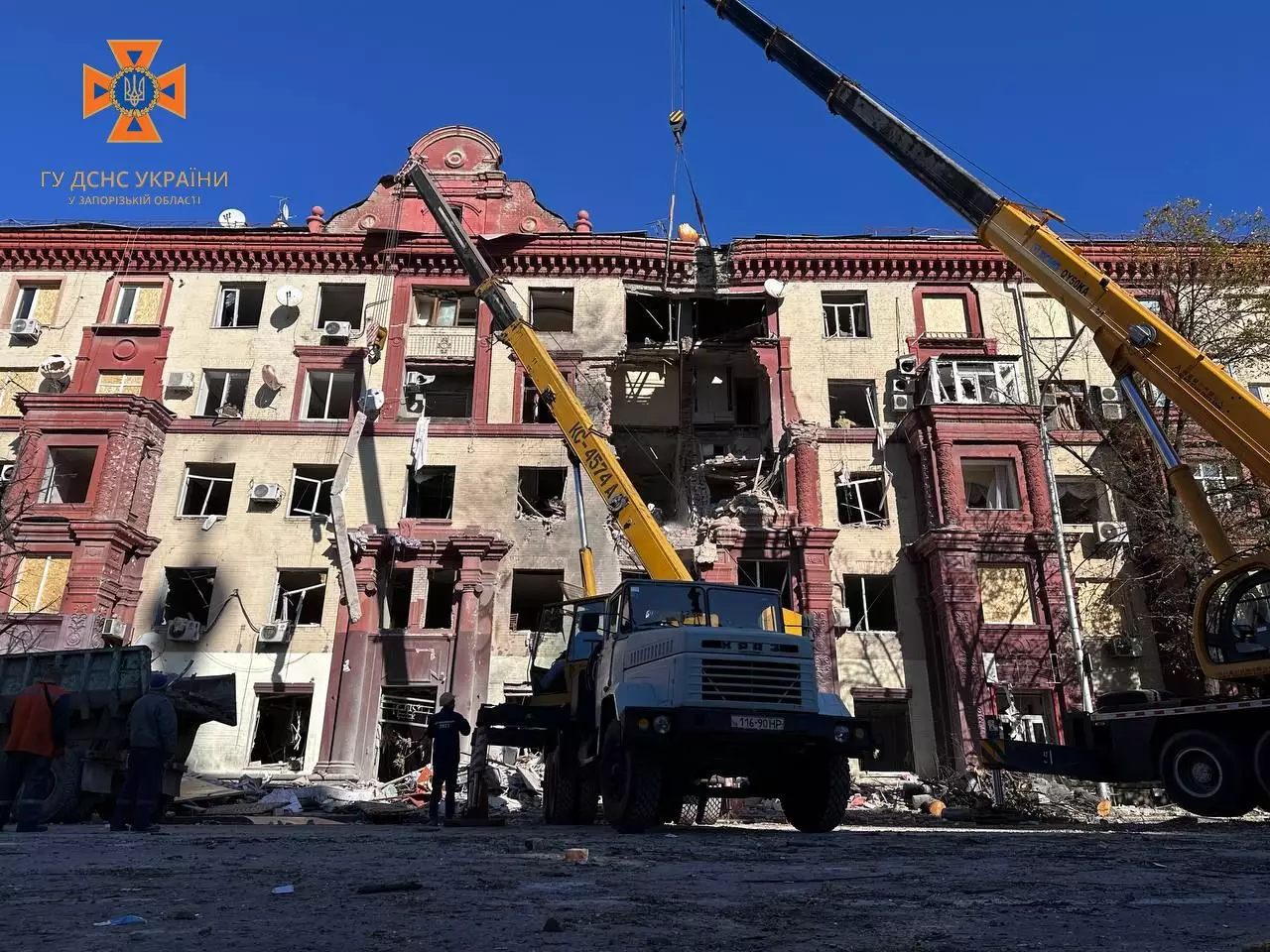
Дом в Запорожье после удара

### 18 октября
Российский ракетный удар по Запорожью. Частично разрушен пятиэтажный дом. 5 человек погибли и ещё 5 ранены.
Минобороны России заявило, что над Белгородской, Курской областями и Чёрным морем были сбиты 28 украинских беспилотников.

### 21 октября

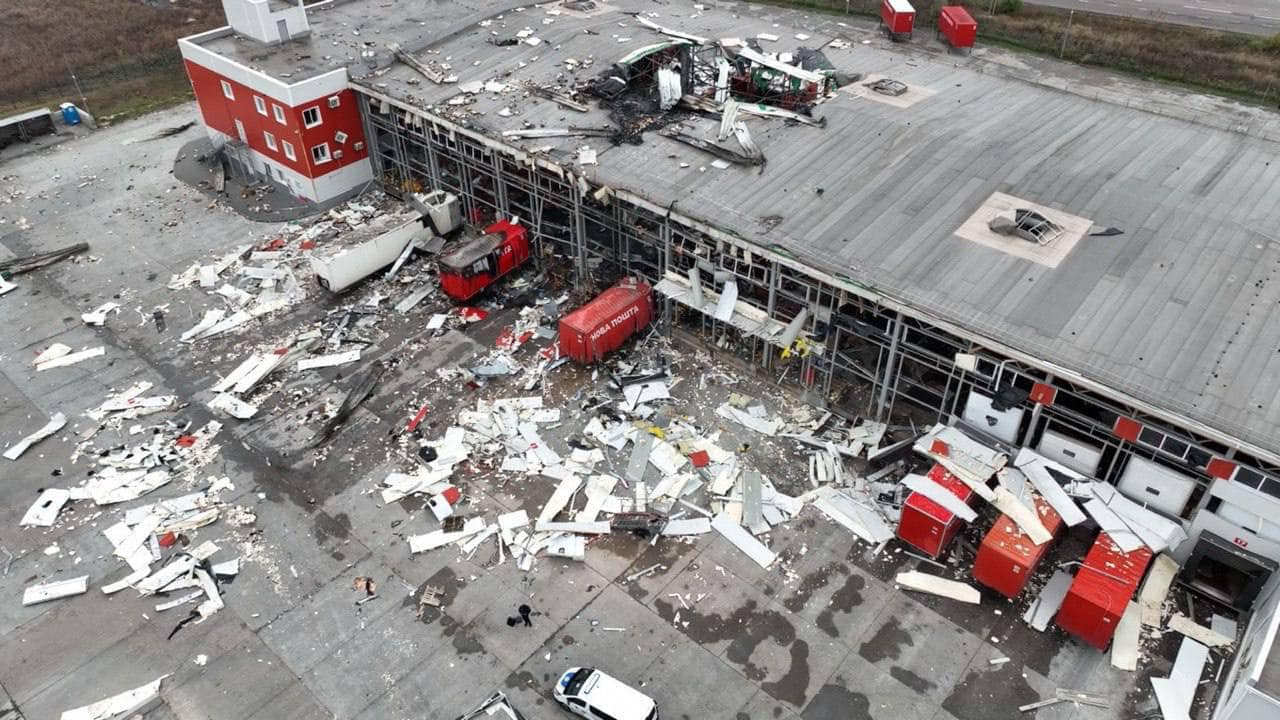
Почтовый терминал в Новом Коротыче после удара

Вечером российские войска ударили ракетами С-300 по терминалу «Новой почты» в посёлке Новый Коротыч Харьковской области. 6 человек погибли и 16 были ранены. Всего в эту ночь по району Харькова были выпущены 8 ракет С-300 из Белгородской области.

### 22 октября
В ночь на 22 октября российская армия нанесла очередной удар по Украине беспилотниками и ракетами. Кроме вышеупомянутых ударов по Харьковской области, ракетами С-300 был нанесён удар по Днепропетровской области. По Днепру была выпущена ракета Х-59, а по Староконстантинову Хмельницкой области — беспилотники «Шахед». Воздушные силы ВСУ сообщали, что ракета Х-59 и три беспилотника были сбиты. По данным Минобороны РФ, российские войска пресекли несколько попыток форсирования Днепра украинскими ДРГ в районе сёл Крынки, Приднепровское, Тягинка.

### 23 октября
Очередной российский удар беспилотниками «Шахед» по территории Украины. По украинским данным, были сбиты 13 «Шахедов» (9 из которых — в Одесской области), один беспилотник другого типа и ракета Х-59.

### 25 октября

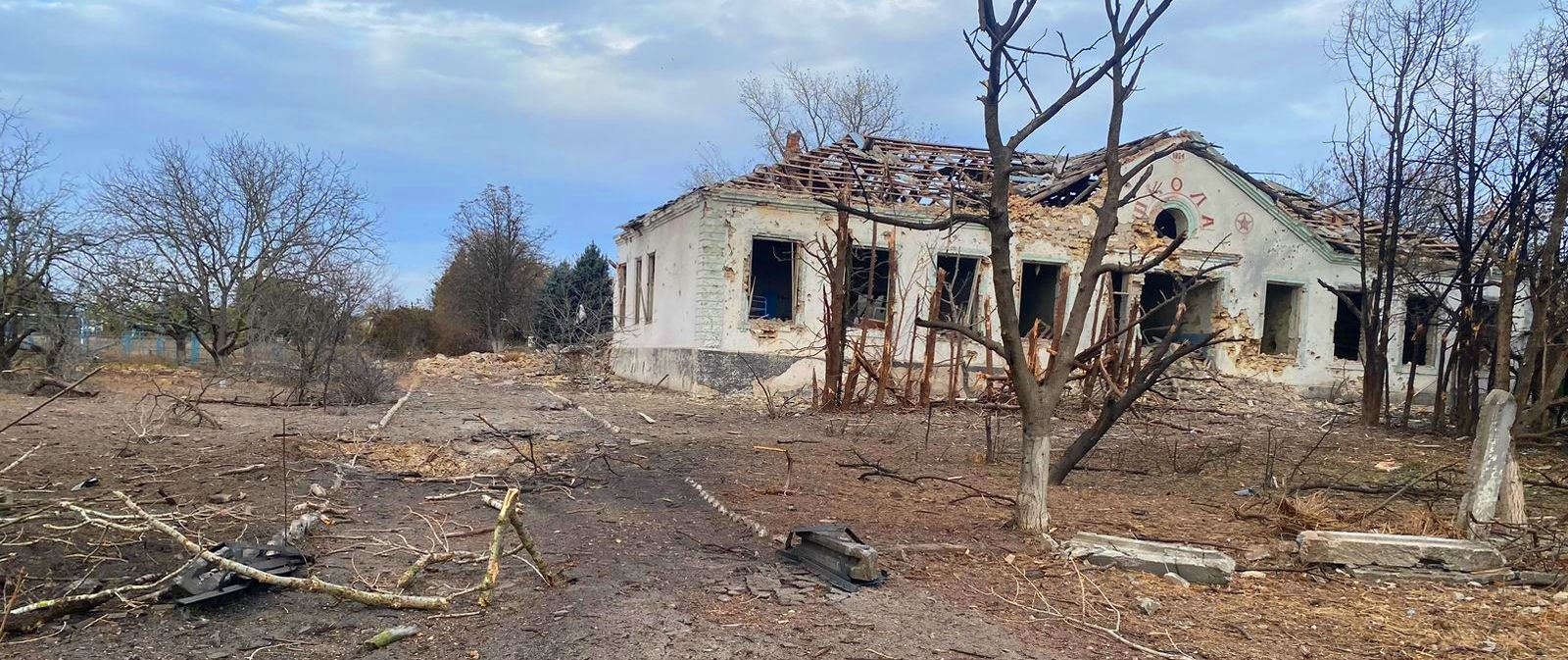
Школа в селе Ольговка Херсонской области после авиаудара 25 октября

В ночь на 25 октября Россия нанесла удар беспилотниками «Шахед» по территории около Хмельницкой АЭС. По данным Воздушных сил ВСУ, были запущены 11 беспилотников, все из которых были сбиты. Их обломки, по данным местных властей, вызвали разрушения в городах Славута и Нетешин Хмельницкой области. В Славуте, по словам мэра, повреждены около 300 жилых домов, все 28 объектов образования, больница и предприятие; пострадали 18 человек. Сообщается и о повреждении в области двух пожарных частей и отделения полиции. По данным Минэнерго Украины, повреждены окна в административно-бытовом и лабораторно-бытовом корпусах АЭС, а также линии электропередачи, из-за чего электроэнергии лишились 1860 потребителей.
На Херсонскую область, по данным местных властей, российские войска за сутки сбросили 35 авиабомб. Власти сообщают о разрушениях в Бериславе, Змиевке, Казацком и Весёлом. Кроме того, населённые пункты области, в том числе Херсон, были обстреляны. Сообщается о погибшем и нескольких раненых.
Минобороны РФ заявило, что российские средства ПВО сбили две украинские ракеты американского производства дальнего действия ATACMS. Государственные СМИ сообщили о том, что это первый случай подобного перехвата.

### 26 октября

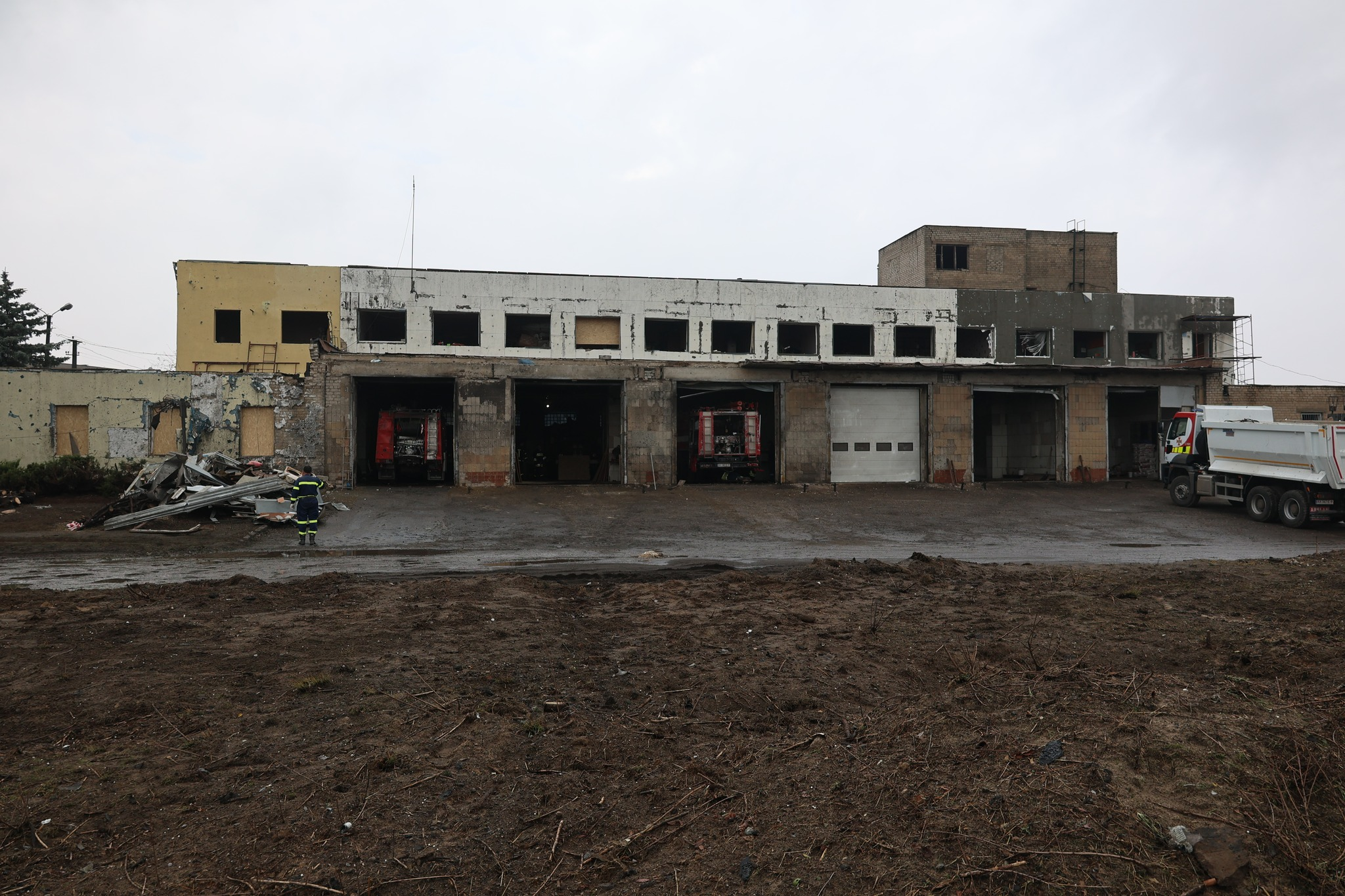
Обстрелянная пожарная часть в Изюме

Администрация морских портов Украины и киевская консалтинговая фирма «Барва Инвест» заявили, что из-за угрозы со стороны российской авиации Украина приостановила движение судов, вывозящих зерно, по коридору в Чёрном море, российская блокада которого была прорвана в сентябре. Министерство восстановления Украины и президент Владимир Зеленский опровергли приостановку работы коридора.
Вечером российские войска нанесли ракетный удар по пожарной части в Изюме. Ранены восемь спасателей. Министр внутренних дел Украины Игорь Клименко отметил, что удар был нанесён в день 200-летия пожарной службы Харьковской области.

### 27 октября

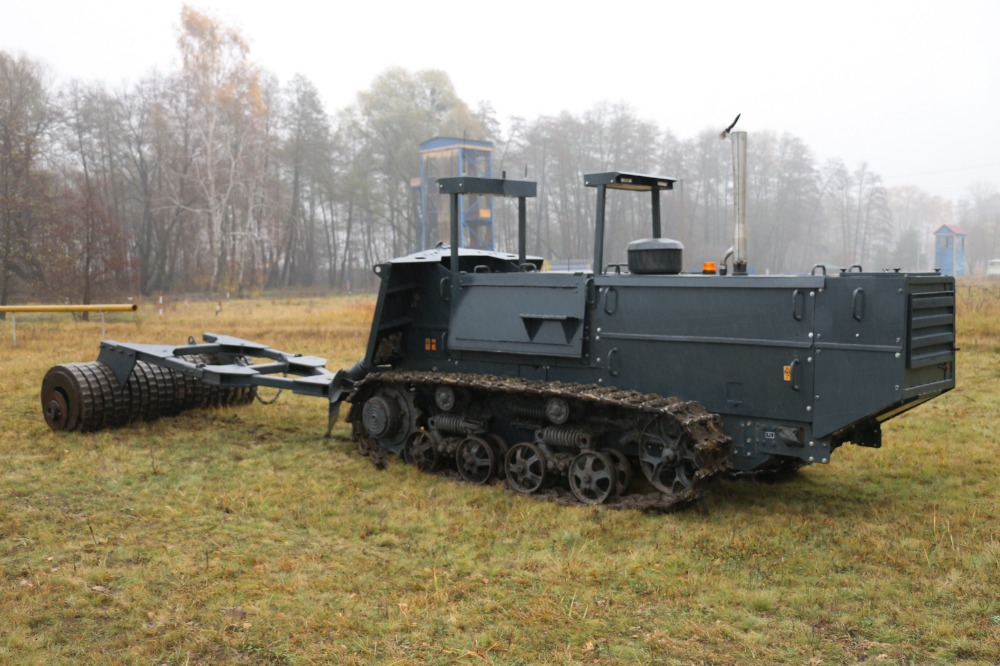
Машина для подготовки грунта к разминированию в Харьковской области

В ночь на 27 октября российские войска, по данным Воздушных сил ВСУ, запустили шесть беспилотников-камикадзе по Харьковской и Николаевской области. Пять из них, как сообщается, были сбиты, а один ударил по инфраструктурному объекту в Николаевской области.
Пресс-служба Курской АЭС и Минобороны России сообщили об атаке «трёх вражеских беспилотных летательных аппаратов». По данным пресс-службы, пострадавших и разрушений нет.

### 29 октября
По данным нескольких Telegram-каналов и СМИ, на Запорожском направлении украинские войска ударили из HIMARS по 1-му батальону 1251 мотострелкового полка, где служат мобилизованные из Чувашии. Сообщается о десятках погибших и раненых. Погиб в том числе командир батальона «Атãл» Владислав Матузас.

### 30 октября

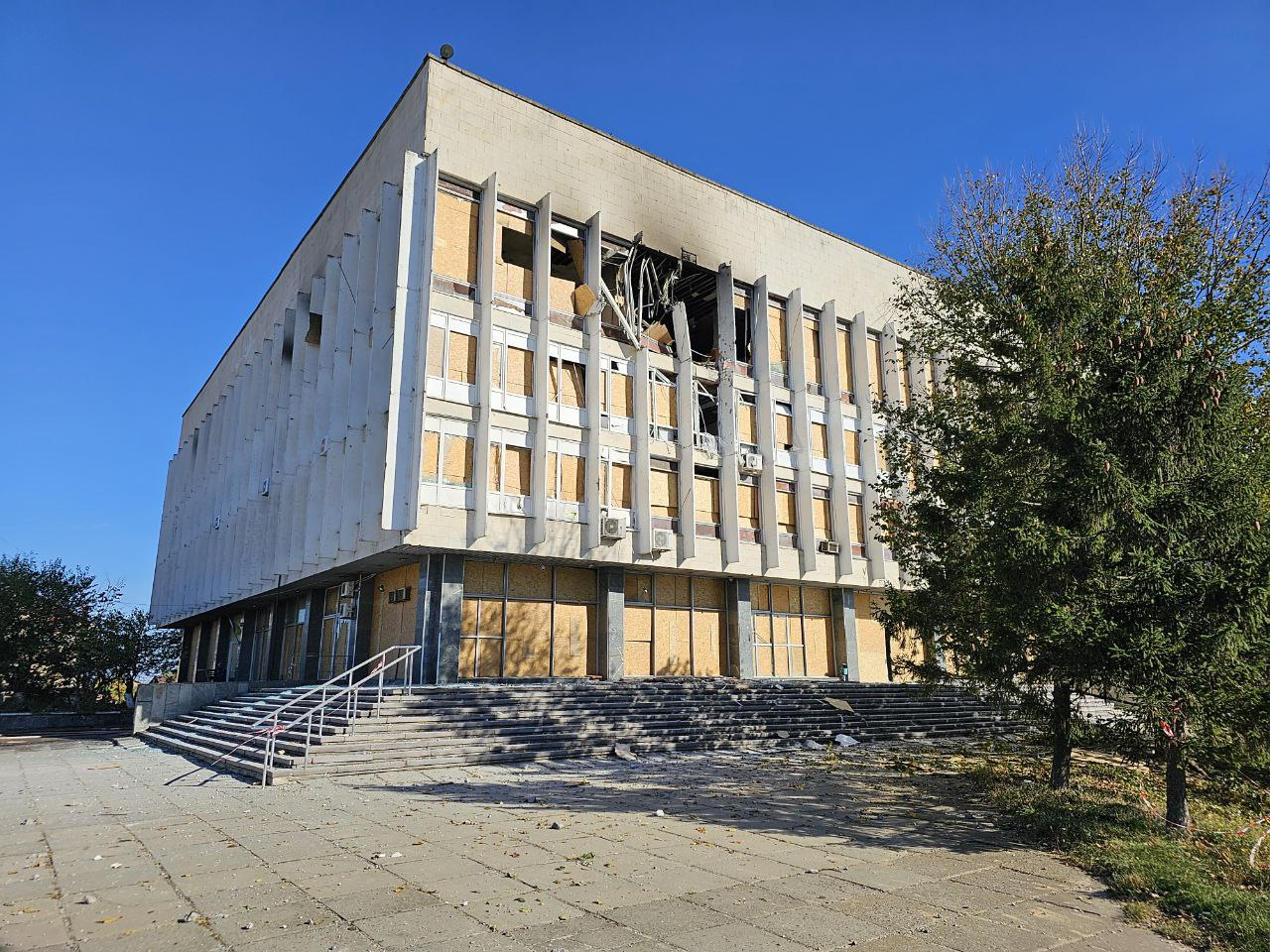
Херсонская областная научная библиотека после обстрела 30 октября

Ночью российская армия, по данным Воздушных сил ВСУ, запустила по Украине 12 беспилотников «Шахед» и две ракеты Х-59. Все они, как сообщается, были сбиты. Обломки одной ракеты вызвали разрушения в Днепропетровской области.
Утром, по данным украинских военных, российская армия ударила по судоремонтному заводу под Одессой тремя ракетами «Искандер». Сообщается о ранении четверых сотрудников.
Российские обстрелы Херсонской области. По данным местных властей, в Херсоне повреждены библиотека и автобус, ранены 7 его пассажиров. Обстрелом жилых домов убит один человек и ранены трое. Берислав из-за атаки на объект критической инфраструктуры остался без электроэнергии. Есть разрушения и раненый в Белозёрке. В Киндийке обстреляно кладбище, есть погибший и раненый.
Минобороны России заявило, что над Крымом были сбиты 8 ракет Storm Shadow.
Издание Forbes сообщило об уничтожении во время атаки 21 механизированной бригады ВСУ под Орлянским танка Strv 122 — шведского варианта Leopard 2A5. Удар по танку был нанесён при помощи дрона-камикадзе «Ланцет». Весь экипаж танка выжил.